# هنري دي فريس
هنري دي فريس (بالهولندية: Henri de Vries)‏ هو ممثل هولندي، ولد في 8 أغسطس 1864 في روتردام في هولندا، وتوفي في 31 يناير 1949.

## وصلات خارجية
- هنري دي فريس على موقع IMDb (الإنجليزية)
- هنري دي فريس على موقع أول موفي (الإنجليزية)
- هنري دي فريس على موقع قاعدة بيانات الفيلم (الإنجليزية)
- هنري دي فريس على موقع كينوبويسك (الروسية)